# Afrikanische Frucht-Compagnie
Die Afrikanische Frucht-Compagnie GmbH (AFC) ist ein deutsches Pflanzungs- und Handelsunternehmen, das vorwiegend in der deutschen Kolonie Kamerun tätig war. Sie wurde 1912 in Hamburg gegründet, indem sie die Mehrheit an der 1910 gegründeten Afrikanischen Frucht-Compagnie, Berlin, erwarb.

## Geschichte

### 1912–1924 Gründung und Aufbau in Kamerun

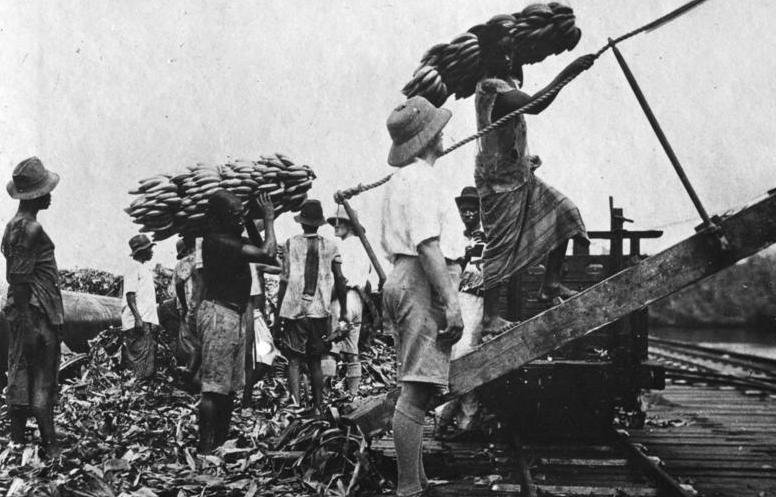
Tiko 1912, Bananen-Verladung

Die AFC beschäftigte sich anfangs mit dem Anbau und Verkauf tropischer Erzeugnisse aus den deutschen Kolonien. Sie spezialisierte sich auf den Bananenanbau in Kamerun, die in Tiko verladen wurden und im Hamburger Hafen gelöscht wurden. Sie wurden vorwiegend als getrocknete Früchte in Deutschland als sogenannte Feigenbananen verkauft.

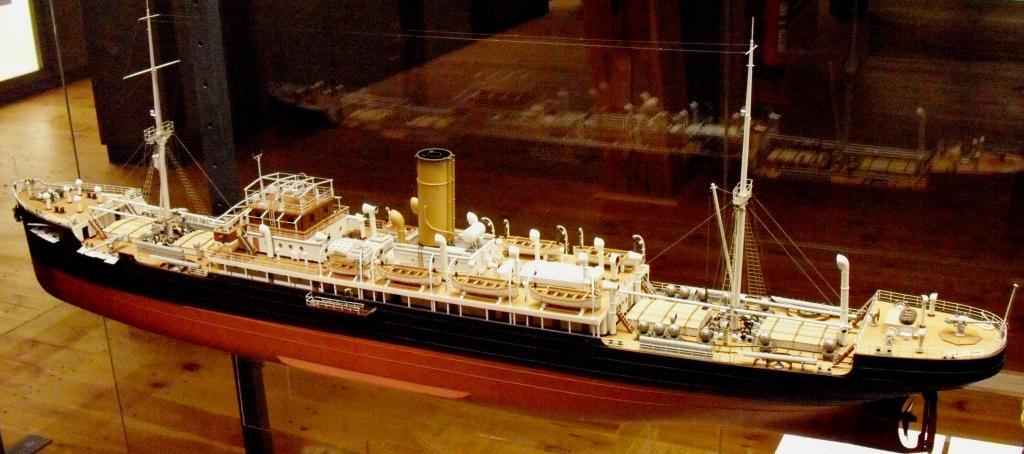
Modell des Hilfskreuzers Möve, ex Kühlschiff Pungo, das für die AFC Bananen transportieren sollte

Die Muttergesellschaft F. Laeisz hatte zwei Kühlschiffe, die 3.600-BRT-Dampfer Pionier und Pungo mit rund 3700 bzw. 4.400 m³ großen Kühlräumen bauen lassen, um damit auch die frischen Obstbananen zu transportieren. Sie wurden kurz vor dem Ersten Weltkrieg abgeliefert und kamen daher nicht mehr für den Bananentransport zum Einsatz. Die Pungo wurde als Hilfskreuzer Möve der deutschen Kaiserlichen Marine bekannt.
Die Plantagen der AFC wurden im Krieg bei der Eroberung Kameruns durch die Entente enteignet und 1916 von Großbritannien in Besitz genommen.

### 1924–1950 Wiedererwerb in Kamerun
Die deutschen Plantagen in Britisch-Kamerun wurden 1924 in London wegen mangelnder Rentabilität versteigert. Zum Rückerwerb der Plantagen gründete sich in Deutschland die Fako Pflanzungen GmbH, um sie weitgehend für die vorherigen deutschen Besitzer zu ersteigern, die sie anschließend wieder übernahmen und betrieben. Da die Reederei Laeisz nach dem Ersten Weltkrieg zunächst noch nicht wieder über Kühlschiffe verfügte, wurden Feigenbananen produziert und in normalen Stückgutschiffen verfrachtet.

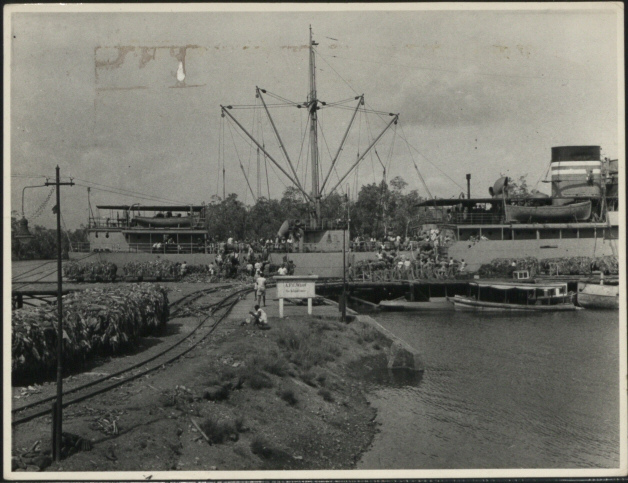
Tiko, Kamerun: Ein Schiff der DAL lädt für die AFC Bananen an der Pier

1930 lieferte die Werft Bremer Vulkan die zwei neuen Kühlschiffe Panther und Puma mit jeweils rund 4.400 m³ großen Kühlräumen an die Reederei Laeisz ab, die den Bananentransport der Afrikanische Frucht-Compagnie übernahmen. 1931 baute die AFC auf rund 3.000 ha Bananen an, verarbeitete circa 240.000 Stauden zu Feigenbananen und beförderte mit den Laeisz-Kühlschiffen etwa 570.000 Bündel frische Bananen. Weitere vier Kühlschiffe (Pionier (II), Pelikan, Pontos und Phyton) folgten bis 1936, womit AFC in Deutschland wöchentlich frische Obstbananen anlanden konnte. Der überwiegende Teil dieser grün angelandeten Früchte wurden von der AFC in eigenen Reifeanlagen zur Essreife gebracht und in eigenen Obstläden verkauft.
Im Zweiten Weltkrieg gingen die Plantagen erneut verloren; danach war ein umfangreicher Neuanfang notwendig.

### 1950–2015 Bananen aus Süd- und Mittelamerika
Ab 1950 wurden Bananen aus Kolumbien, Ecuador und Brasilien importiert und ab 1957 konzentrierte die AFC ihre gesamten Importe auf Mittel- und Südamerika. Der Transport erfolgte anfangs wieder auf Laeisz-Kühlschiffen (Typ Proteus und Nachfolger), später auch auf Kühlschiffen anderer Reedereien. Mitte der 1960er Jahre durfte die vorwiegend angebaute Bananensorte Gros Michel aufgrund der Panamakrankheit nicht mehr angepflanzt werden. Andere Bananensorten, wie die extrem druckempfindliche Cavendish, die für die Panamakrankheit nicht anfällig war, lösten die Gros Michel ab. Sie waren zur Verschiffung in Stauden jedoch ungeeignet, daher wurden die Stauden im Erzeugerland in kleine Portionen (Hände) aufgeteilt und gut geschützt in Kartons verpackt.
1968 wurde von der ALBA, einem Gemeinschaftsunternehmen der AFC und EDEKA-Fruchtkontor, die Markenbanane mit dem Namen Onkel Tuca im Markt etabliert.
Um 1950 lag der pro Kopf-Verbrauch in Deutschland bei 1,9 kg, der sich bis 1987 auf 11,3 kg vervielfachte.